# Sant Julian de Sèrra
Sant Julian de Sèrra (Saint-Julien-du-Serre en francès) és un municipi francès situat al departament de l'Ardecha i a la regió d'Alvèrnia-Roine-Alps. L'any 2007 tenia 830 habitants.

## Demografia

### Població
El 2007 la població de fet de Saint-Julien-du-Serre era de 830 persones. Hi havia 300 famílies de les quals 44 eren unipersonals (16 homes vivint sols i 28 dones vivint soles), 112 parelles sense fills, 112 parelles amb fills i 32 famílies monoparentals amb fills.
La població ha evolucionat segons el següent gràfic:
Habitants censats

### Habitatges
El 2007 hi havia 417 habitatges, 309 eren l'habitatge principal de la família, 90 eren segones residències i 18 estaven desocupats. 377 eren cases i 40 eren apartaments. Dels 309 habitatges principals, 248 estaven ocupats pels seus propietaris, 52 estaven llogats i ocupats pels llogaters i 9 estaven cedits a títol gratuït; 15 tenien dues cambres, 41 en tenien tres, 99 en tenien quatre i 154 en tenien cinc o més. 280 habitatges disposaven pel capbaix d'una plaça de pàrquing. A 121 habitatges hi havia un automòbil i a 175 n'hi havia dos o més.

### Piràmide de població
La piràmide de població per edats i sexe el 2009 era:
| Homes | Edats   | Dones |
| ----- | ------- | ----- |
| 0     | 95 o +  | 0     |
| 0     | 90 a 94 | 4     |
| 4     | 85 a 89 | 4     |
| 8     | 80 a 84 | 0     |
| 8     | 75 a 79 | 12    |
| 8     | 70 a 74 | 16    |
| 8     | 65 a 69 | 4     |
| 20    | 60 a 64 | 20    |
| 8     | 55 a 59 | 16    |
| 24    | 50 a 54 | 20    |
| 32    | 45 a 49 | 44    |
| 24    | 40 a 44 | 20    |
| 36    | 35 a 39 | 28    |
| 32    | 30 a 34 | 40    |
| 4     | 25 a 29 | 8     |
| 16    | 20 a 24 | 8     |
| 24    | 15 a 19 | 32    |
| 24    | 10 a 14 | 24    |
| 40    | 5 a 9   | 48    |
| 36    | 0 a 4   | 16    |

## Economia
El 2007 la població en edat de treballar era de 530 persones, 394 eren actives i 136 eren inactives. De les 394 persones actives 360 estaven ocupades (185 homes i 175 dones) i 34 estaven aturades (11 homes i 23 dones). De les 136 persones inactives 55 estaven jubilades, 42 estaven estudiant i 39 estaven classificades com a «altres inactius».

### Ingressos
El 2009 a Saint-Julien-du-Serre hi havia 313 unitats fiscals que integraven 850,5 persones, la mediana anual d'ingressos fiscals per persona era de 17.776 €.

### Activitats econòmiques
Dels 21 establiments que hi havia el 2007, 3 eren d'empreses de fabricació d'altres productes industrials, 12 d'empreses de construcció, 1 d'una empresa de comerç i reparació d'automòbils, 2 d'empreses de transport, 1 d'una empresa d'hostatgeria i restauració, 1 d'una entitat de l'administració pública i 1 d'una empresa classificada com a «altres activitats de serveis».
Dels 12 establiments de servei als particulars que hi havia el 2009, 4 eren paletes, 1 guixaire pintor, 4 fusteries, 1 lampisteria i 2 electricistes.
L'únic establiment comercial que hi havia el 2009 era una botiga d'electrodomèstics.
L'any 2000 a Saint-Julien-du-Serre hi havia 22 explotacions agrícoles que ocupaven un total de 112 hectàrees.

## Equipaments sanitaris i escolars
El 2009 hi havia una escola elemental.

## Poblacions més properes
El següent diagrama mostra les poblacions més properes.